# Conservation du patrimoine à Hong Kong

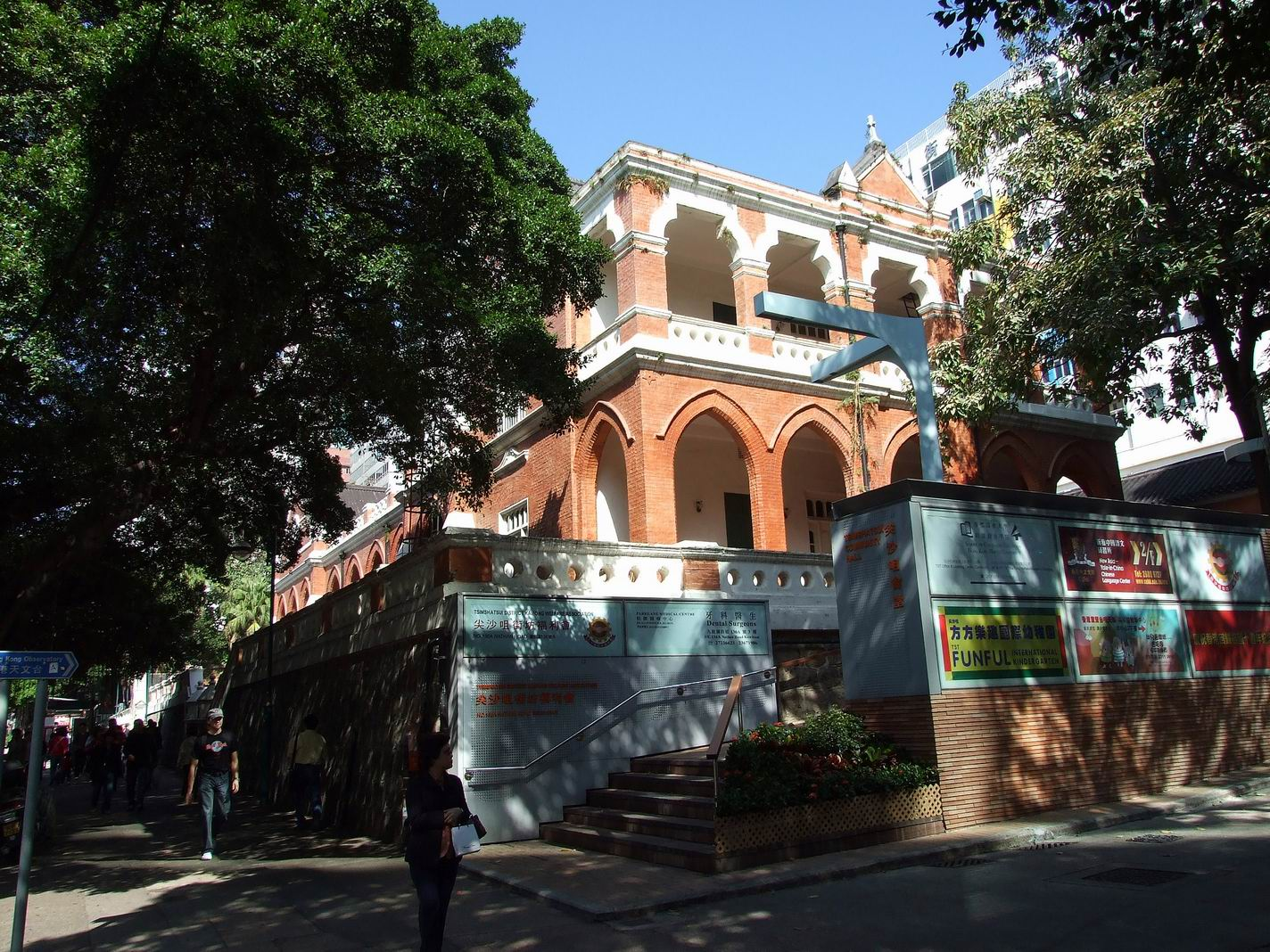
Le bureau des antiquités et monuments, aujourd'hui basé dans l'ancienne, un monument déclaré.

Cet article détaille l'histoire et le statut actuel de la conservation du patrimoine à Hong Kong, ainsi que le rôle des différentes parties prenantes.
De 1996 à 2000, le bureau des antiquités et monuments a estimé la taille du patrimoine historique de Hong Kong a quelque 8 800 bâtiments. La conservation du patrimoine culturel immatériel est également un thème émergent.

## Organismes gouvernementaux et législation
Par ordre alphabétique :
- l'autorité de rénovation urbaine

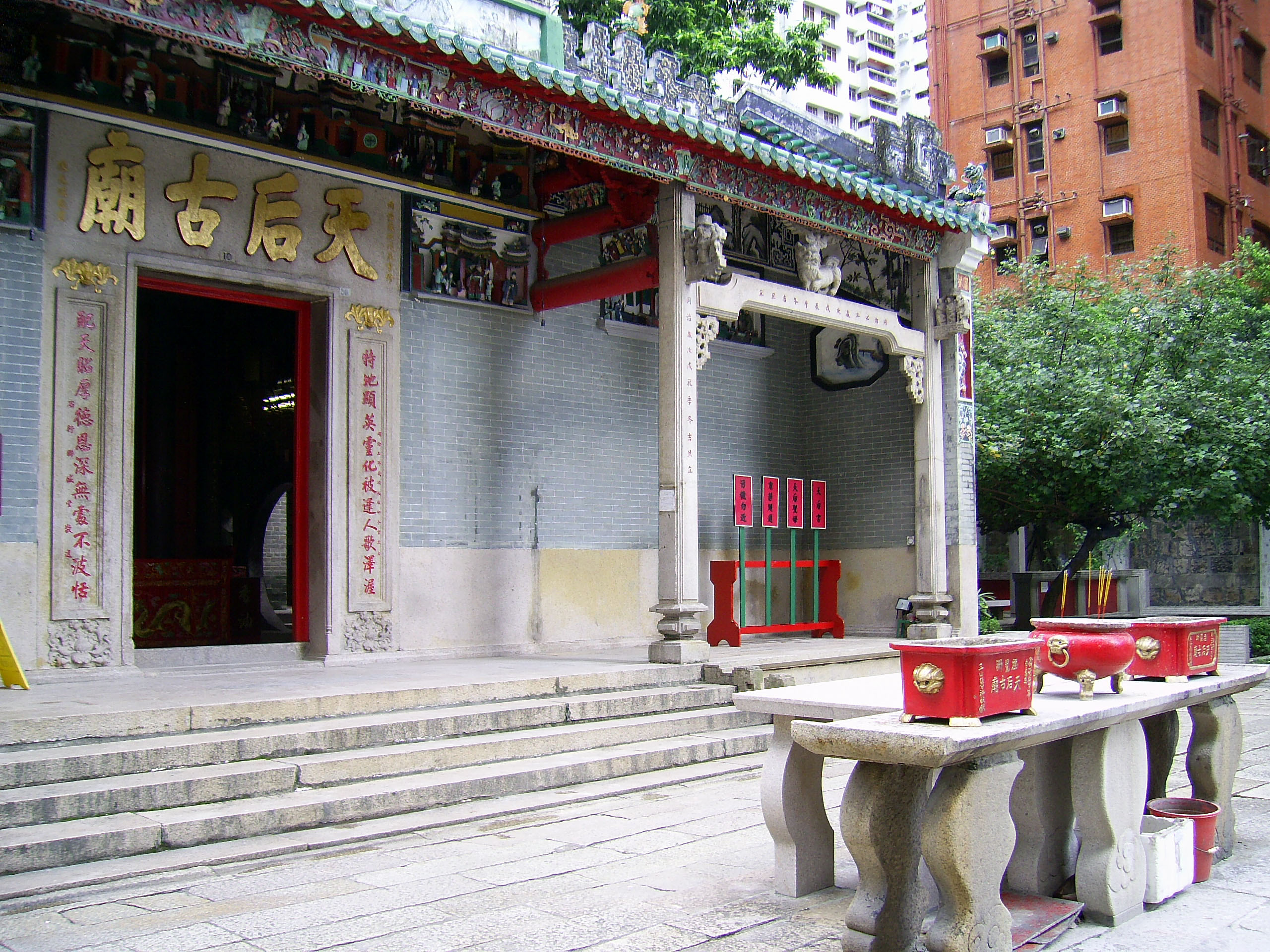
Le temple de Tin Hau à Causeway Bay est un monument déclaré depuis 1982.

- le bureau des antiquités et monuments
- le bureau du commissaire au patrimoine, créé le 25 avril 2008 sous l'autorité du bureau du développement (en)[1]
- le conseil consultatif des antiquités
- l'ordonnance sur les antiquités et monuments
- la section centrale de la conservation du gouvernement de Hong Kong[2]

## Monuments historiques
Au 20 mai 2016, il y avait 114 monuments déclarés à Hong Kong, et en février 2013, il y avait 917 bâtiments historiques classés (153 de rang I, 322 de rang II, et 442 de rang III), dont 203 appartiennent au gouvernement et 714 à des organismes privés.

### Système de classification

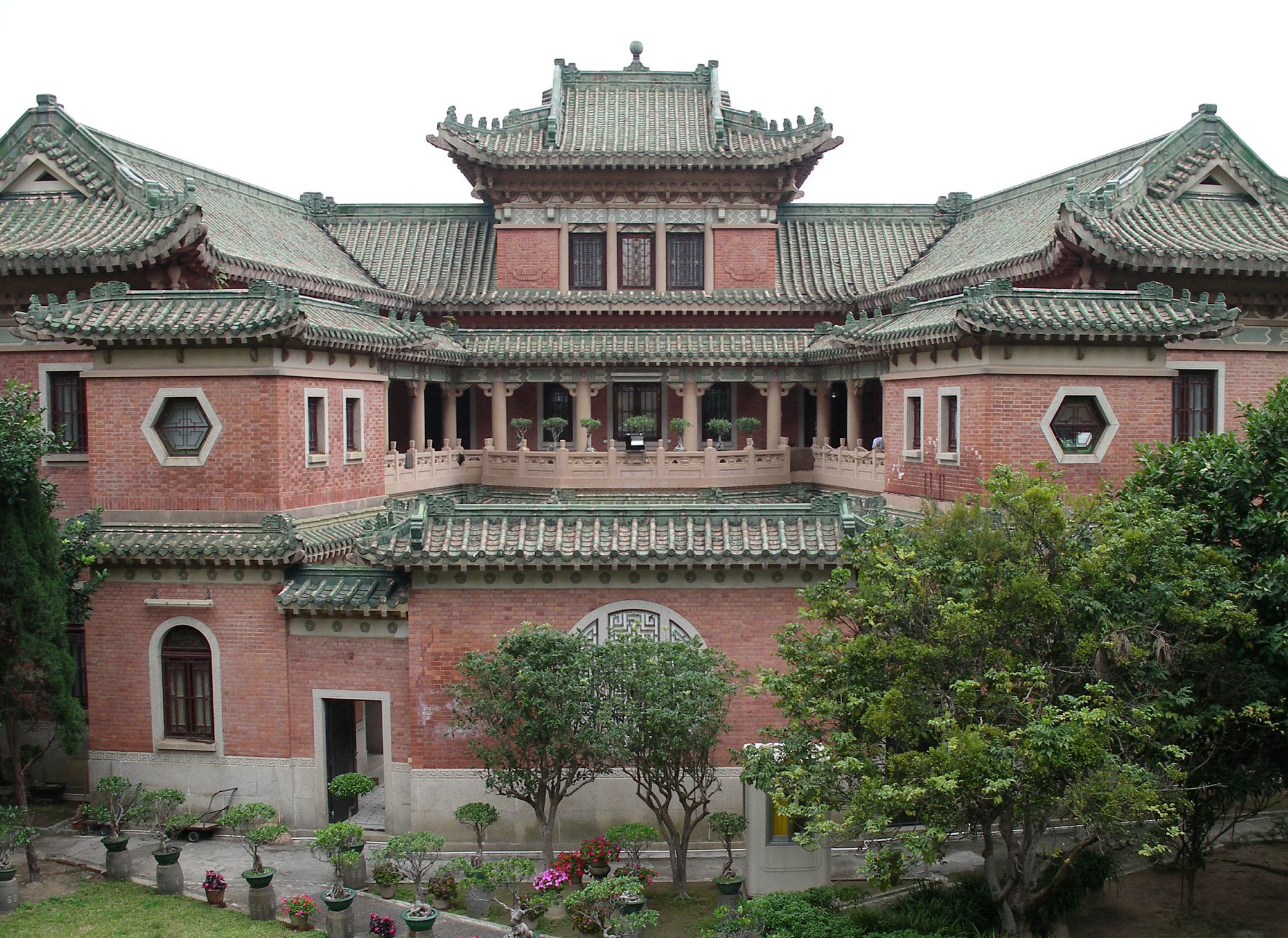
King Yin Lei devient un monument déclaré en 2008 après que les médias eurent annoncé que son propriétaire avait commencé à démolir le bâtiment.

Les rangs des bâtiments historiques sont définis comme suit :
- Rang I : « Bâtiments d'une valeur exceptionnelle. Tous les efforts de conservation doivent être faits autant que possible ».
- Rang II : « Bâtiments d'une importance spéciale. Des efforts de conservation doivent être faits de manière sélective ».
- Rang III : « Bâtiments d'une certaine importance. Une conservation sous une forme ou une autre serait souhaitable et des moyens alternatifs pourraient être envisagés si la conservation n'est pas réalisable ».

### Enquêtes et évaluation
Une enquête à l'échelle du territoire sur les bâtiments historiques menée par le bureau des antiquités et monuments de 1996 à 2000 a recensé quelque 8 800 bâtiments. Une enquête plus détaillée menée de 2002 à 2004 a porté sur 1 444 bâtiments. En mars 2005, un groupe d'experts de sept membres, composé d'historiens et de membres de l'institut des architectes de Hong Kong (en), l'institut des urbanistes de Hong Kong (en) et de l'institut des ingénieurs de Hong Kong, a été créé par le conseil consultatif des antiquités pour évaluer la valeur patrimoniale de ces bâtiments. L'évaluation est achevée le 19 mars 2009. Dans le cadre de ce travail, le bureau a proposé des changements dans le classement des bâtiments historiques : 212 bâtiments au rang I, 366 au rang II et 576 au rang III, et aucun classement pour les 290 autres. Les rangs actuels peuvent être augmentées, diminuées ou supprimées.

## Initiatives de conservation

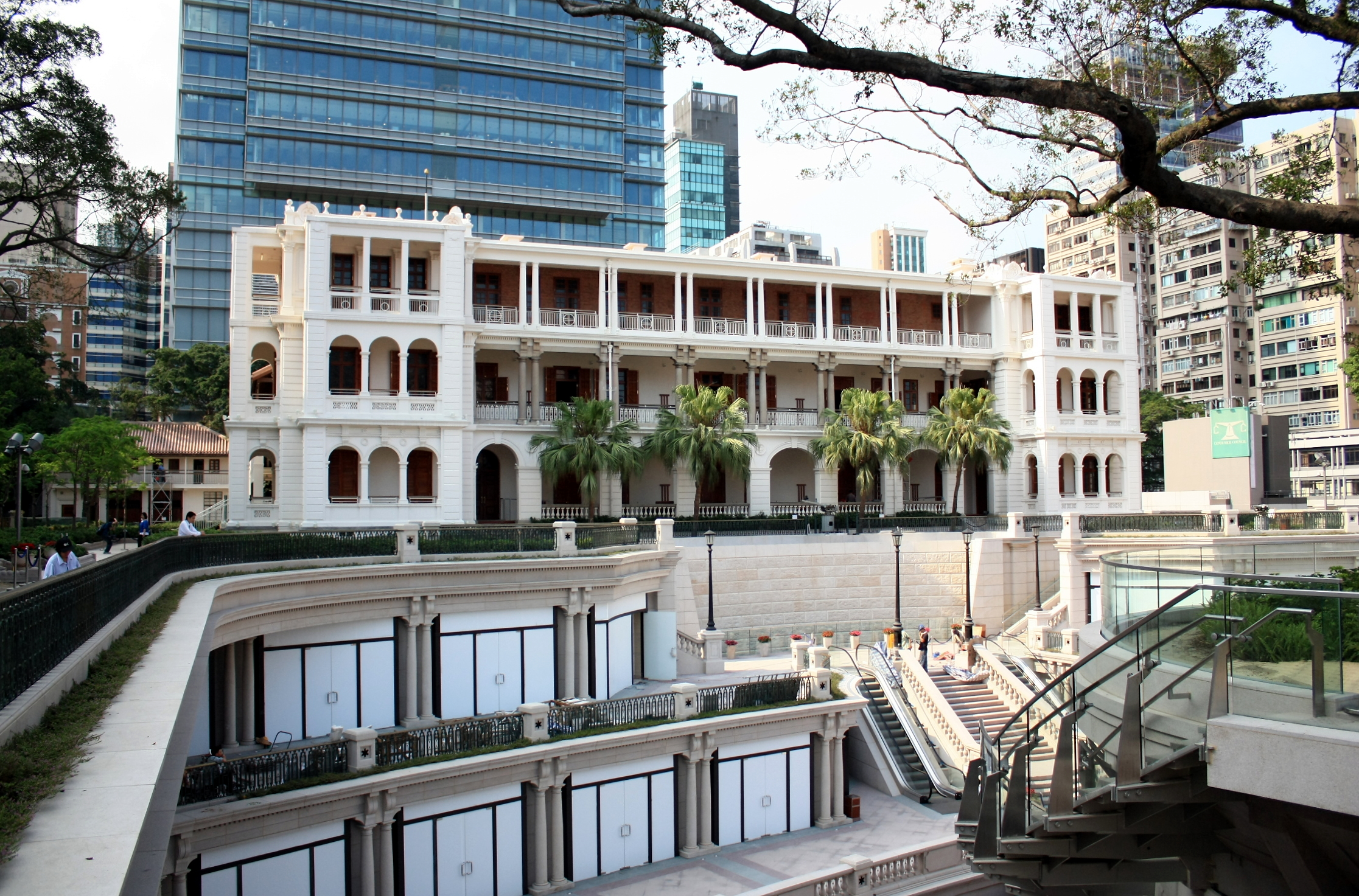
: l'ancien quartier général de la police maritime, monument déclaré, est en cours de transformation en hôtel patrimonial avec points de vente de nourriture et de boissons et commerces de détail.

Les initiatives de conservation comprennent :
- un mécanisme d'évaluation de l'impact sur le patrimoine pour les projets d'immobilisations[9]
- un programme de revitalisation des bâtiments historiques par le biais du partenariat[10]
- de la restauration de bâtiments
- de la réutilisation adaptative (en)
- un déménagement : total (maison Murray) ou partiel (jetée Blake à Stanley)

## Problèmes

### Démolitions

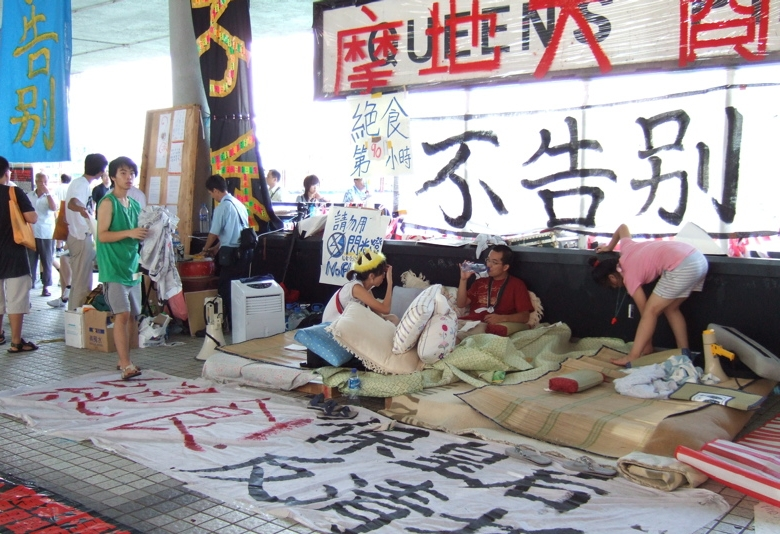
Protestations publiques contre la démolition de la : Des grévistes de la faim occupent le site en juillet 2007.

La démolition de plusieurs bâtiments historiques a suscité des protestations publiques ces dernières années, comme par exemple celles de l'embarcadère de ferries d'Edinburgh Place (en) (démolition terminée début 2007) et de la jetée de la reine (en) (démolie en février 2008).

### Autres problèmes
D'autres problèmes incluent :
- les droits de propriété des bâtiments historiques et des propriétaires privés
- le financement des programmes de conservation du patrimoine

## Patrimoine culturel immatériel
La conservation du patrimoine culturel immatériel est un thème émergent à Hong Kong, le comité consultatif du patrimoine culturel immatériel ayant tenu sa première réunion le 9 juillet 2008. Une enquête à l'échelle du territoire est réalisée en 2011.

## Musées concernés

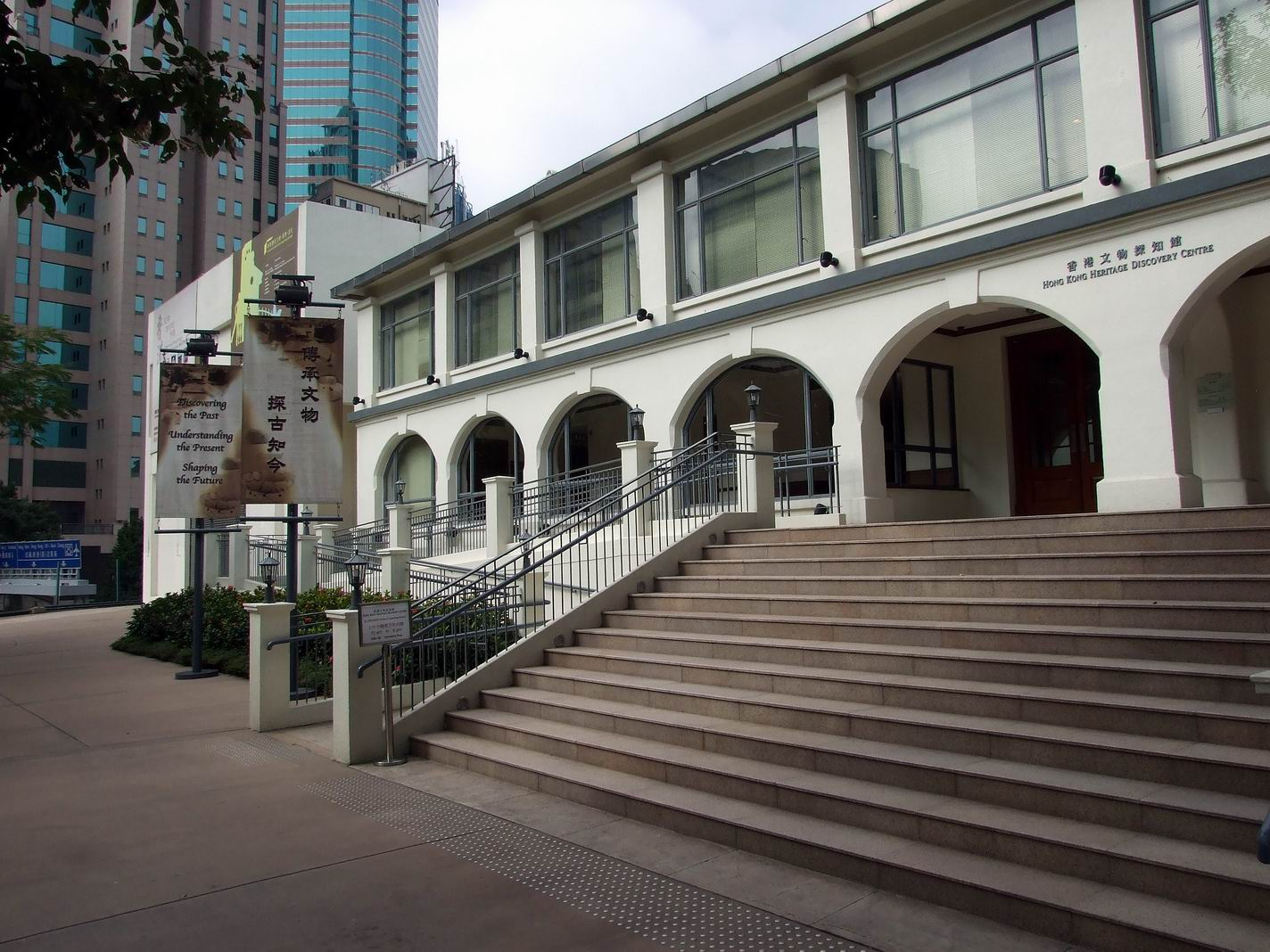
Les blocs S61 et S62 des anciennes casernes Whitfield, deux bâtiments historiques de rang III, accueillent aujourd'hui le centre de découverte du patrimoine de Hong Kong.

- le centre de découverte du patrimoine de Hong Kong dans le parc de Kowloon. Ouvert en octobre 2005, il est géré par le département des loisirs et des services culturels (DLSC).
- le musée du patrimoine de Hong Kong (Sha Tin) (DLSC)
- le musée d'histoire de Hong Kong (Tsim Sha Tsui) (DLSC)
- le service des archives gouvernementales est un centre d'archivage pour la conservation des documents du gouvernement de Hong Kong situé à Kwun Tong (en) près du Tsui Ping Estate (en).

Plusieurs autres musées sont consacrés au patrimoine et à l'histoire, la plupart hébergés dans des bâtiments historiques liés par thème aux expositions. Les sentiers du patrimoine à Hong Kong ont été ouverts pour faciliter la visite de bâtiments historiques.